# Full Supervision

Ein stilisiertes Auge symbolisiert die Betriebsart im Driver Machine Interface (DMI).

Unter Full Supervision werden im DMI zahlreiche Informationen dargeboten, darunter die zulässige Geschwindigkeit (hier 140 km/h), eine Vorausschau (rechts) sowie Textmeldungen (links unten)

Als Full Supervision (Abkürzung FS, zu Deutsch Vollüberwachung oder auch ETCS-Vollüberwachung) wird im europäischen Zugbeeinflussungssystem ETCS (in den Leveln 1 bis 3) eine der beiden für Zugfahrten im Regelbetrieb vorgesehenen Betriebsarten bezeichnet.
Die ETCS-Spezifikation bezeichnet FS als Betriebsart, in der die ETCS-Fahrzeuggerät vollständigen Schutz gegen überhöhte Geschwindigkeit und Signalverfehlungen bietet (“ERTMS/ETCS on-board equipment mode giving full protection against overspeed and overrun”). Das Fahrzeuggerät soll, wenn für eine lückenlose Überwachung des Zuges erforderlichen Zug- und Infrastrukturdaten vorliegen, in Full Supervision sein. Der Triebfahrzeugführer kann nicht manuell nach FS wechseln, vielmehr soll das Fahrzeuggerät dies selbsttätig machen, wenn alle notwendigen Bedingungen erfüllt sind. Eine Fahrt in FS setzt eine Fahrterlaubnis voraus.
Das Fahrzeuggerät liefert in FS alle Informationen, die für die vollständige Überwachung des Zuges notwendig sind. Ähnlich wie bei der LZB sind dies im Wesentlichen (siehe dazu auch Darstellung überwachter Geschwindigkeiten):
- Soll-Geschwindigkeit (momentan gültige Höchstgeschwindigkeit)
- Zielgeschwindigkeit (Höchstgeschwindigkeit am nächsten Geschwindigkeitswechsel)
- Zielentfernung (Entfernung bis zum nächsten Geschwindigkeitswechsel)

Selbst überwachen muss der Triebfahrzeugführer das Ende der Fahrterlaubnis (EoA) unter Release-Speed-Überwachung sowie den Ort, ab dem der Zug bei der Einfahrt in eine ETCS-Strecke die Geschwindigkeit erhöhen darf. Letzteres gilt, falls nicht für die gesamte Länge des Zuges ein Geschwindigkeits- und Längsneigungsprofil verfügbar ist, worauf der Triebfahrzeugführer mittels Textmeldung „ENTRY IN FULL SUPERVISION“ hingewiesen wird.
Unter Vollüberwachung sind die meisten spezifizierten Überwachungsfunktionen von ETCS verfügbar und aktiv, darunter Weg- und Geschwindigkeitsüberwachung, Bremskurvenüberwachung, Linking, Position Reports, Track Conditions, Überwachung der Funkverbindung, Rück- und Wegrollüberwachung sowie Nationale Werte.
Die zweite für Zugfahrten im Regelbetrieb vorgesehene Betriebsart Limited Supervision, die erst in der Baseline 3 eingeführt wurde. In den ETCS Leveln 2 und 3 wird in der Praxis nur die Betriebsart Full Supervision verwendet. Full Supervision kann auch im ETCS Level 1 realisiert werden. In diesem Level ist jedoch die Betriebsart Limited Supervision auch weit verbreitet. Für Fahrten mit ATO wurde 2023 ferner die Betriebsart Automatic Driving (AD) eine weitere Betriebsart für Zugfahrten im Regelbetrieb in die ETCS-Spezifikation aufgenommen.
Von Full Supervision abgegrenzt werden einige Betriebsarten mit nur teilweiser Überwachung (partial supervision modes) aufgrund unzureichender Infrastrukturdaten: Limited Supervision, Unfitted, On Sight, Staff Responsible, Shunting, Post Trip sowie Reversing.
Mit Supervised Manoeuvre (SM) wurde 2023 eine Betriebsart zum anzeigegeführten Rangieren eingeführt, die FS (für Zugfahrten) ähnelt.